# Todas lo hacen
Todas lo hacen (título original en italiano: Così fan tutte) es una película italiana de 1992 dirigida por Tinto Brass y protagonizada por Claudia Koll, Paolo Lanza, Franco Branciaroli y Ornella Marcucci.

## Sinopsis
Diana (Claudia Koll) es una esposa romana felizmente casada con el simpático Paolo (Paolo Lanza), pero le encantan los juegos de seducción con otros hombres mientras se resiste a los avances del elegante dueño de la tienda de lencería Silvio (Renzo Rinaldi) y narra sus aventuras a Paolo para estimular su vida sexual por lo demás monótona. Sin embargo, bajo la influencia de su amiga lesbiana Antonietta (Isabella Deiana) y su hermana lasciva Nadia (Ornella Marcucci), Diana comienza a avanzar aún más mientras que Paolo todavía es propenso a creer que los sucesos narrados por ella son simplemente fantasías. Sin embargo, cuando el anticuario sadeano francés Donatien Alphonse (Franco Branciaroli) deja marcas en su cuerpo, Paolo comprende que Diana lo está engañando y la echa de la casa. Diana luego busca nuevas aventuras sexuales, mientras ella y Paolo reflexionan sobre la naturaleza de la sexualidad, la monogamia y su futuro como pareja.

## Reparto
- Claudia Koll
- Paolo Lanza
- Franco Branciaroli
- Ornella Marcucci
- Isabella Deiana
- Renzo Rinaldi